# Pierre Rousseau (1751-1829)
Pour les articles homonymes, voir Pierre Rousseau et Rousseau.
Pierre Rousseau est un architecte français né à Nantes le 31 mai 1751 et mort à Rennes le 24 septembre 1829. Il est particulièrement connu pour avoir construit l'hôtel de Salm, actuel Palais de la Légion d'honneur, à Paris, de 1782 à 1787.

## Biographie
Fils de Pierre Rousseau (1716-1797), également architecte nantais qui participa à l'aménagement de l'Île Feydeau, et de Rose Barbier, Pierre Rousseau fut à Paris l'élève de Nicolas Marie Potain et suivit les cours de Jacques-François Blondel à l'Académie royale d'architecture. Il ne monta pas en loge pour le Grand prix d'architecture mais fut cependant nommé pensionnaire à l'Académie de France à Rome en juillet 1773.
Durant son séjour, son ami le peintre François-André Vincent fit de lui plusieurs portraits-charges dont l'un le montre en bonnet de nuit et robe de chambre et porte la légende Rousseau cogitant. Le même artiste a également réalisé un portrait à l'huile intitulé Rousseau lisant conservé au musée de Saint-Omer. Un autre portrait représente le peintre et l'architecte ainsi qu'un troisième ami.
Le Royal Institute of British Architects (RIBA) à Londres possède une collection de dessins de Pierre Rousseau exécutés à diverses époques de sa carrière. Parmi ceux réalisés à Rome entre 1773 et 1775, on trouve « un projet muet d'édifice profane surmonté d'une coupole, et une élévation qui développe et simplifie à la fois celle du palais Mancini, siège de l'Académie de France. Le relevé du palais Sacchetti de la via Giulia doit dater d'un second voyage de Rousseau à Rome en 1788. »
En juin 1775, Rousseau, qui supportait mal le climat romain, revint prématurément à Paris. En mars 1777, il se mit en ménage avec Marie Adrienne Potain, très jeune veuve de l'entrepreneur Pierre Philippe Leroux et fille de son professeur. Cette union fut régularisée le 4 décembre 1777 en l'église de Courtalain (Eure-et-Loir), où Potain avait succédé à son beau-frère, Gabriel de Lestrade, comme architecte du duc de Montmorency.
Pierre Rousseau reprit le chantier languissant de l'église Saint-Germain de Saint-Germain-en-Laye à la suite de son beau-père Potain et construisit près de l'église à venir la chapelle Sainte-Anne qui sert aujourd'hui aux catéchismes. Il fut adjoint à son beau-père pour le contrôle de Fontainebleau et y fit d'importants travaux en 1785-1786.
Il fut très actif à Paris, construisant de nombreux hôtels particuliers et immeubles de rapport. Entre 1782 et 1787, il édifia le bâtiment qui a fait le plus pour sa réputation au point d'éclipser toutes ses autres réalisations, l'hôtel de Salm, actuel Palais de la Légion d'honneur. « L'entrepreneur fut Pécoul, allié de Rousseau par les Potain. » Les bas-reliefs des ailes furent sculptés par Philippe-Laurent Roland, époux de Thérèse Potain et beau-frère de l'architecte.
L'hôtel de Salm fut très admiré. Il fut gravé dans le Recueil des plans, coupes et vues des plus jolies maisons de Paris de Prieur et Van Cléemputte (1789-1791), dans le recueil de Krafft et Ransonnette (1770-1800) et dans la Description de la France de Laborde. Quand Thomas Jefferson était ambassadeur des États-Unis à Paris, il demandait à la chaisière du jardin des Tuileries de placer son siège de telle sorte qu'il pût contempler l'hôtel de Salm : « J'étais amoureux de ce bâtiment », écrivit-il ; on en trouve des réminiscences à Monticello et à la Maison-Blanche. Le bâtiment fut ultérieurement imité à Rochefort-en-Yvelines, pour le diamantaire Jules Porgès, par l'architecte Charles Mewès et à San Francisco (Californie) pour le pavillon français de l'Exposition internationale, lui-même imité pour le California Palace of the Legion of Honor.
Des constructions annexes furent entreprises de l'autre côté de la rue de Bellechasse. « Quand les biens du prince [de Salm] eurent été frappés de saisie réelle, Rousseau et sa femme entrèrent en possession de ce chantier. Les créanciers bénéficiaient du nantissement prévu par la déclaration royale d'août 1766 qui favorisait l'investissement immobilier. Les Rousseau s'efforcèrent de les dédommager, mais l'opération n'enrichit personne. »
Sous la Révolution française, Rousseau développa des projets qu'il avait imaginés à Rome comme celui qu'il présenta en 1789 pour un palais national et une place Louis XVI entre le quai et la rue Jacob. Au concours de l'an II, il obtint un prix de 1 000 francs avec un autre projet de palais national.

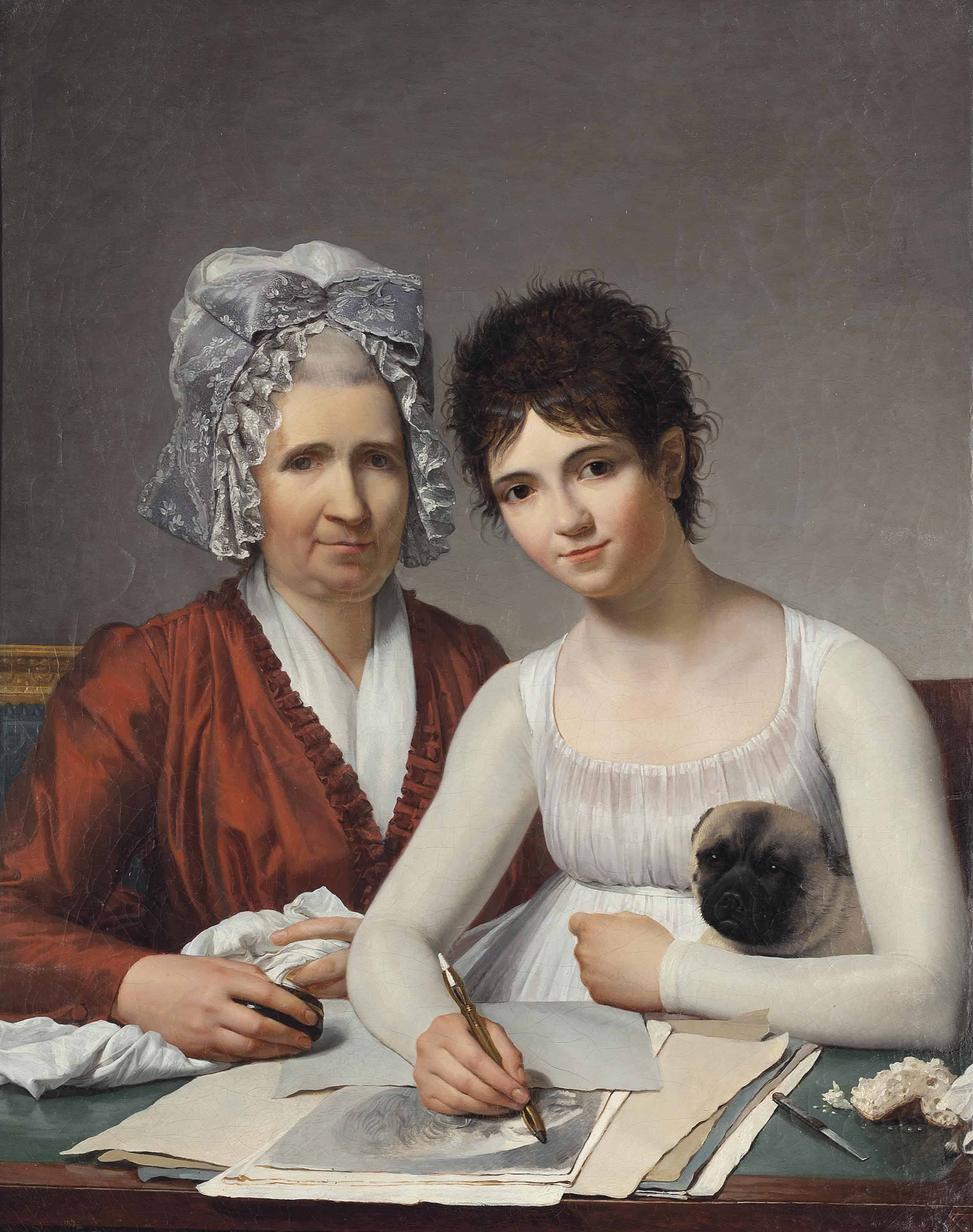
Victor-Maximilien Potain, Portrait de Marie-Adrienne Potain, sœur de l'artiste et épouse de Pierre Rousseau, avec leur fille Rose-Marie Charlotte, années 1800

Sous le Consulat, l'Empire et la Restauration, il fut architecte des Bâtiments nationaux dans plusieurs département. Il séjourna longuement dans le Puy-de-Dôme et construisit également dans l'Allier et la Corrèze. En 1807, la ville de Clermont-Ferrand l'embaucha aux appointements de 3 500 francs. Chargé de la voirie et des hospices, il construisit l'aile droite de l'Hôtel-Dieu, acheva le théâtre, rénova l'hôtel de ville à l'occasion de la visite du duc d'Angoulême, construisit la halle aux blés, transforma le collège royal et donna des dessins pour l'autel de la cathédrale et la fontaine de la place Champeix. Il construisit en 1823 une jolie chapelle pour les Ursulines qui « lui valut les suffrages du haut clergé ». Il bâtit également des édifices judiciaires et pénitentiaires dans l'Eure et dans les Ardennes, et l'un de ses fils s'établit d'ailleurs marchand de drap à Sedan. Il termina sa carrière à Rennes.
« Aux yeux des rationalistes formés par Durand et ses émules, Rousseau âgé passait pour un constructeur imprévoyant et un artiste démodé. Mais les notables de la Restauration lui témoignèrent les égards dus à un survivant de la cour de Louis XVI. Nommé correspondant de l'Institut en 1815, il eut à cette époque deux domiciles successifs à Paris, rue des Bons-Enfants et rue de Bondy (actuelle rue René-Boulanger). »
Ses biens mobiliers furent vendus à sa mort en 1829. « Une épave de sa bibliothèque, le cahier de ses notes prises au cours de Blondel, était à vendre à Paris, en 1984, chez F. de Nobele. »

## Principales réalisations

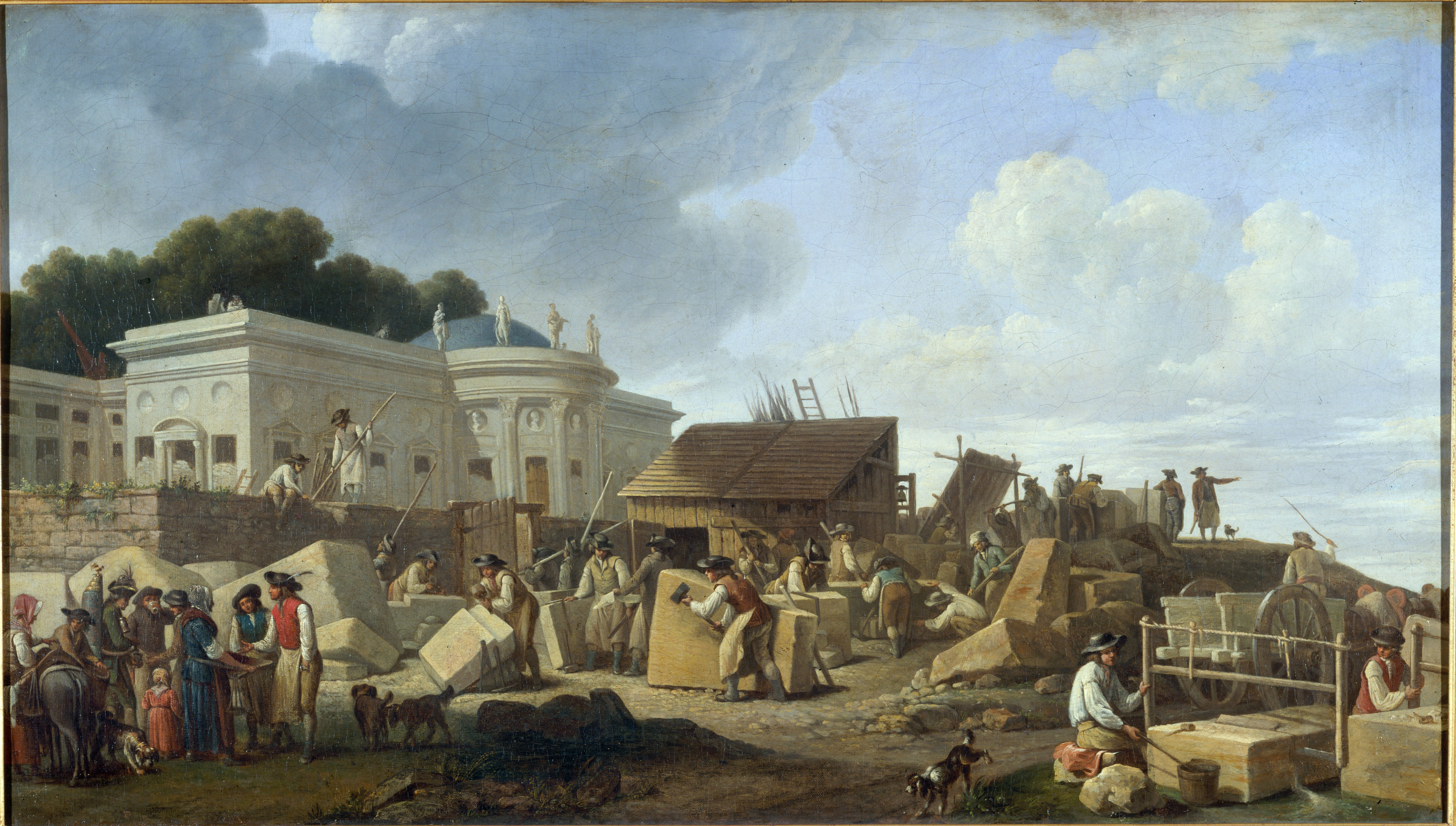
La construction de l'hôtel de Salm.

- Hôtel de Salm (actuel Palais de la Légion d'honneur), no 64, rue de Lille, Paris : Construit entre 1782 et 1787 pour le prince Frédéric III de Salm-Kyrburg.
- Maison no 66, rue Catherine-de-La-Rochefoucauld, Paris : Cette maison appartint à l'architecte. De forme cubique, elle comporte un rez-de-chaussée et deux étages. Son toit est surmonté d'un belvédère. Les trois portes-fenêtres du rez-de-chaussée sont encadrées de colonnes nichées. Les fenêtres du premier étage sont à tabernacle ionique. Le dessin de l'élévation postérieure existe à Londres dans le fonds du RIBA. Les écuries, de plan semi-circulaire, furent ornées de l'ordre de Paestum. L'immeuble est réaménagé et divisé en appartements en 1854.
- Immeuble no 25, quai Voltaire, Paris : Construit en 1778 pour la communauté des Théatins sur la base d'un projet (modifié) de Nicolas Ducret[14].
- Hôtel de Dreneuc, rue de Provence, Paris : Cet hôtel servit de prison sous la Terreur.
- Hôtel de Montmorency-Luxembourg (anciennement hôtel de Rivié), boulevard Montmartre, Paris : Rousseau aménagea le chartrier et construisit un pavillon chinois dont la maquette est conservée à Courtalain.
- Château de Fontainebleau, Fontainebleau (Seine-et-Marne) : En 1785-1786, pour agrandir les appartements royaux, Rousseau édifia un nouveau corps de logis entre la galerie François Ier et le jardin de Diane. Chez le roi, il créa le Cabinet à la poudre, une bibliothèque, une salle et une chambre des bains et, chez la reine, un boudoir et le Grand Cabinet. Des dessins de Rousseau pour ces aménagements sont conservés au Cooper Hewitt Museum de New York et à l'École des beaux-arts de Paris. Ces pièces sont considérées parmi les chefs-d'œuvre du style Louis XVI. Inspiré de Piranèse et des arabesques de Giovanni Volpato, le décor fut exécuté pour la menuiserie par Bourgeois et Molitor, pour la mécanique et les bronzes par Merklin et Pithoin, pour la peinture par Jean Simon Berthélemy, Piat Sauvage et Jacques-Louis-François Touzé.
- Hôtel des gardes de la Porte du roi, Fontainebleau (Seine-et-Marne).
- Chapelle des catéchismes de Saint-Germain-en-Laye (Yvelines).
- Maison à Choisy-le-Roi (Val-de-Marne), 1801 : gravée par Normand.
- Halle aux grains d'Issoire (Puy-de-Dôme), en forme de temple inspiré de Ségeste.
- Maison centrale de Riom (Puy-de-Dôme) : Projet conservé au RIBA à Londres, « l'édifice pénitentiaire le plus intéressant du premier Empire. Rousseau y a amplifié l'ordonnance conçue par Desmaisons pour la Petite-Force, avec un guichet central et des assises de bossages, appareillées ici en lave de Volvic »[15].